# Градът (Аугуст Стриндберг)
Вижте пояснителната страница за други значения на Градът.
„Градът“ (на шведски: Staden) е картина от шведския драматург и писател Аугуст Стриндберг от 1903 г.
Картината е нарисувана с маслени бои върху платно и е с размери 94,5 x 53 cm. Аугуст Стриндберг рисува само в определени периоди, предимно пейзажи с бурно море и небе. Рисува най-вече в периоди на творческа криза. Представител е на експресионизма в изобразителното изкуство на Швеция. За нарисуването на картината е използван дебел слой боя. Изобразено е бурното море с буреносно небе, а на заден план има град, чийто светлини се отразяват във водата. Преобладават студените цветове – черно и сиво. Методът му на рисуване е представлява изцяло импровизация.
Картината е част от колекцията на Националния музей на Швеция в Стокхолм.

## Галерия
- Пейзажи от Аугуст Стриндберг